# バミー (ジャマイカ料理)
バミー(BammyまたはBami)は、伝統的なジャマイカのフラットブレッドであり、キャッサバから作る。今日では、ジャマイカ国内外の様々な地域のコミュニティで食べられ、店舗や路上で販売されている。
先コロンブス期から食べられており、ジャマイカの原住民であるアラワク族が食べていたシンプルなフラットブレッドが起源であると考えられている。第二次世界大戦後に安価な輸入小麦粉のパンが普及するまでの数世紀に渡り、ジャマイカの農村の主食パンとして食べられてきた。
1990年代、国際連合とジャマイカ政府は、バミーの生産を再開し、近代的で便利な食糧として市場化するプロジェクトを開始した。
バミーは、苦いキャッサバから作られる。伝統的に、挽いたキャッサバを藁を編んだ袋に入れ、重い石を乗せて、屋外に置く。少しだけ水分が残っているところですり鉢ですり潰し、細かい小麦粉の触感になるように篩う。味付けのために食塩を加える。
実際の焼き方は、コミュニティにより異なる。伝統的には、直火の鉄板上のベーキングリングに一握りの小麦粉を均等に撒いて焼く。焼いている間、バミーの上部を平たい板で叩いて、ひっくり返す。約3分間焼くことで、直径約1インチの薄いパンができる。これは、ネイティブアメリカンのトルティーヤに似ている。好みの具を詰めて食べる。
より近代的で人気のある作り方は、直径約6インチで厚めに焼く方法である。これらは、しばしば工場で大量生産される。家庭で作る際には、鉄板かストーブ上のフライパンで焼く。オーブンで焼いたり、焼く前にバターやスパイスを加えることもある。厚みのために焼き時間は長くなり、いくつかに切って冷凍する。食べる時には、ココナッツミルクに浸して茶色になるまで揚げ、肉、魚、アボカド、その他の副菜とともに食べる。
パンやトルティーヤと同様に、食事やスナックとして食べる。